# 広交観光

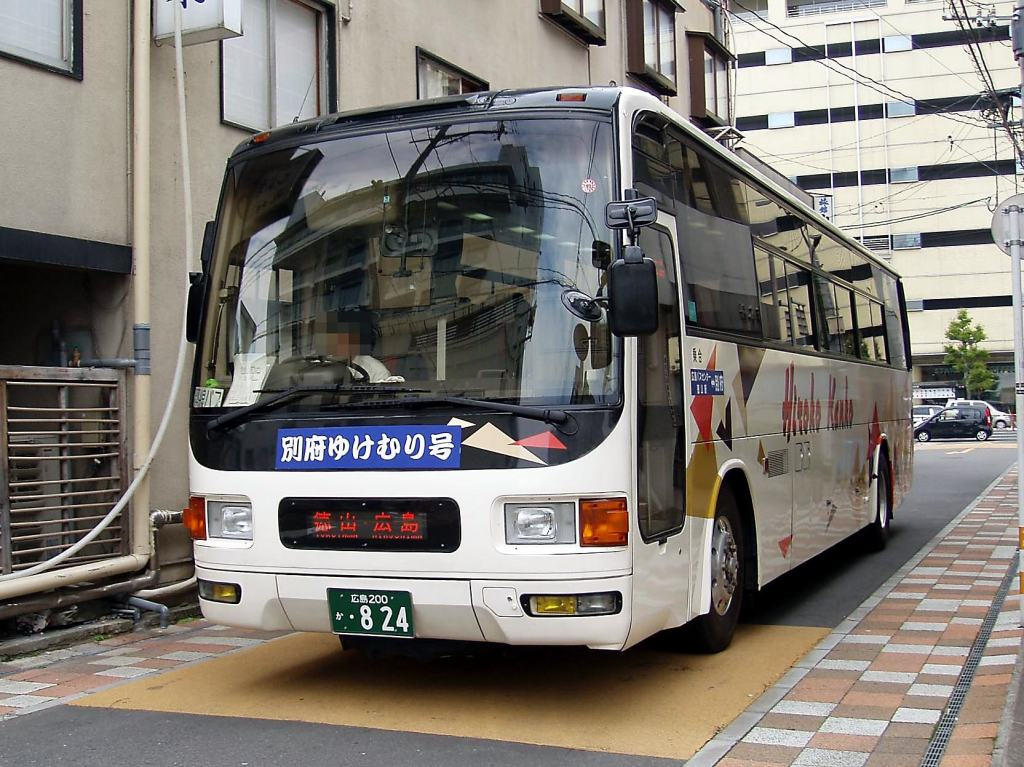
車両の例

広交観光株式会社（ひろこうかんこう）は、貸切バスを主体に運行するバス会社である。本社は広島県広島市西区三篠町3丁目14番17号。
高速バスは原則として広島県外への路線のみを担当し、広島県内への路線は広島交通が担当しているが、車両・要員の都合によりエアポートリムジンを除く4路線は広交観光に委譲することがある。また、JRバス中国から井原線（新玖村橋 - 柳原 - 上井原）を引き継いで運行している。
スキー場（八幡高原191）も運営している。

## 歴史
- 1978年3月18日 - 広島交通の観光バス部門を分離・独立して設立。
- 1981年5月11日 - 広交グループの統括会社として広交本社を設立。
- 2002年3月16日 - 広島 - 岡山間に「サンサンライナー」を中国JRバス、両備バスと共同で運行開始。
- 2002年5月31日 - 福山・広島 - 福岡（博多）間に「広福ライナー」を中国バス、中国JRバス、JR九州バスと4社共同で運行開始。
- 2003年4月1日 - 中国JRバスから井原線（新玖村橋～柳原～上井原）を譲受。
- 2005年4月23日 - 広島～津山間に「広島つやまエクスプレス」を両備バスと共同で運行開始。
- 2005年12月22日 - 広島～徳山～別府間に「別府ゆけむり号」を大分交通と共同で運行開始。
- 2007年3月1日 - 広島～津山間の「広島つやまエクスプレス」の運行から撤退、両備バス単独運行化。
- 2017年1月19日 - この日をもって「別府ゆけむり号」の運行を終了(路線廃止)。
- 2017年3月31日 - この日をもって広島～徳山間の運行から撤退、防長交通単独運行化。

## 各営業所(車庫)の所在地
- 落合営業所
  - 広島県広島市安佐北区落合2丁目48番1号
- 鳥井原転回場（駐在なし）
  - 広島県広島市安佐北区白木町三田
- 上井原転回場（駐在なし、備北交通も使用）
  - 広島県広島市安佐北区白木町井原1681-2

## 主なターミナル
- 広島駅
- 広島バスセンター
- 中筋駅
- 玖村駅

## 路線

### 高速バス

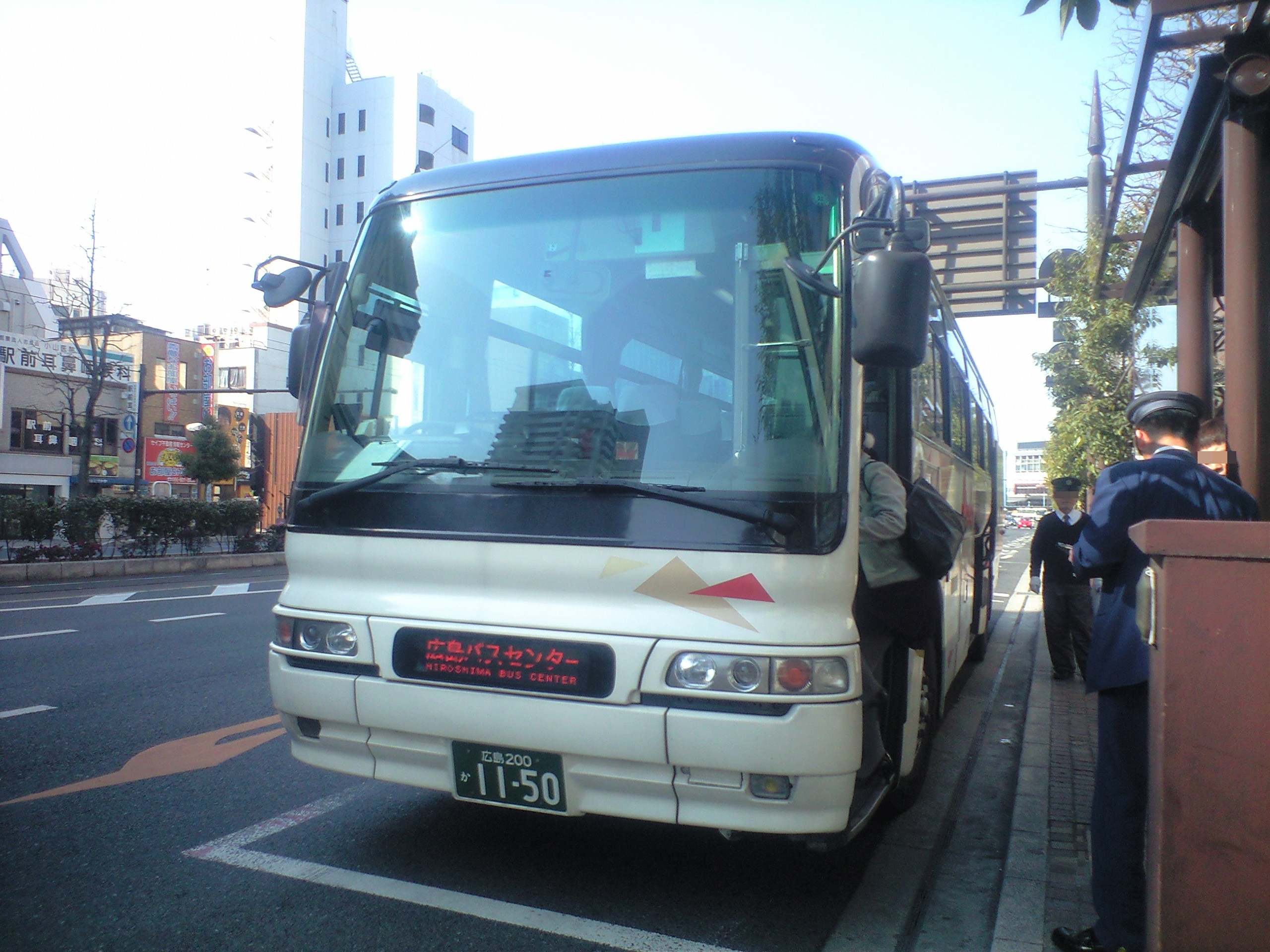
サンサンライナー

詳細な運行案内は#外部リンクの広交観光サイトを参照、<>内は共同運行会社。
- 神戸エクスプレス・ハーバーライナー <神姫バス>
- サンサンライナー <中国JRバス、両備バス>
- あわひろしま号 <徳島バス>
  - 広島県広島市と徳島県鳴門市・板野郡松茂町・徳島市を結ぶ。落合営業所が1往復を担当。徳島バスは「エディ号」と称し、徳島営業所が1往復を担当。
  - 歴史
    - 2002年12月21日 運行開始。
    - 2017年7月19日 運行経路の変更により新白島駅、中筋駅を廃止。
    - 2024年10月1日 広交観光運行便のみ運行経路の変更によりアオアヲナルトリゾート前、大塚国際美術館前に停車開始。

  - 主な停車停留所
    - 広交観光運行便：広島バスセンター - 広島駅 - アオアヲナルトリゾート前 - 大塚国際美術館前 - 松茂（徳島とくとくターミナル） - 徳島駅前
    - 徳島バス運行便：広島バスセンター - 広島駅 - 鳴門西 - 鳴門インター北口 - 松茂（徳島とくとくターミナル） - 徳島駅前
- しまなみライナー <瀬戸内運輸、瀬戸内しまなみリーディング>
- 土佐エクスプレス <とさでん交通>
- 広福ライナー <中国JRバス、JR九州バス>

#### 高速バス廃止路線
- チボリライナー

広島県広島市から岡山県倉敷市を結んでいた。中鉄観光交通と共同運行。
- 歴史

- 1998年3月21日 - 一日4往復運行（土、日、祝日のみ）
- 2002年11月 - 廃止

- 停車停留所

- 広島バスセンター - 不動院 - 中筋駅  - 倉敷駅北口

- 広島つやまエクスプレス（広島 - 津山）<両備バス>
  - 両備バスによる単独運行となっていたが、現在は廃止。
- 別府ゆけむり号 <大分交通>
  - 徳山港 - 竹田津港間はスオーナダフェリー経由。そのため、フェリーの定期点検時及び欠航時は運休または迂回となる。2017年1月まで運行。
- 広島 - 徳山線 <防長交通>
  - 2017年3月31日をもって撤退。防長交通による単独運行となる。

### 一般路線バス
中国ジェイアールバスから雲芸南線の一部区間を受け継いだ路線である。
2014年11月10日より順次導入される広島都市圏及びその周辺のバス事業者共通の系統番号が割り振られ、34号線となる。
- 井原（いばら）線

34 新玖村橋 - 玖村駅前 - 近隣センター前 - 落合中学校前 - 寺迫公園前 - 郵便局前 - 地区センター - 奥田橋 - 高陽車庫 - 中深川(口) - 高陽中学校前 - 憩の森口 - 隠地 - 安芸中深川 - 安芸庄原 - 上庄原 - 上深川駅前 - 研創入口 - 狩小川小学校前 - 狩留家口 - 狩小川 - 狩留家 - 防地 - 三田橋 - 白木山口 - 小椿 - 下大椿橋 - 上大椿 - 下栗原 - 中三田駅前 - 三田小学校前 - 下海戸 - 海戸 - 中司 - 柳原 - 鳥井原 - 三日市 - 妙国寺前 - 秋山橋 - 白木町本郷 - 志和口駅入口 - 吉井 - 河原 - 大寺 - 山根 - 井原上市 - 井原市町 - 戸石 - 三篠園 - 新宮 - 上井原
平日は上下3本ずつ、土曜日・休日は上り2本、下り1本が新玖村橋 - 鳥井原間のみの運行。平日は6往復、休日は3往復、土曜日は上り3本、下り4本が全線を通して運行される。運行は落合営業所で、塗色が観光バスと同じ4台のノンステップバスと2台のワンステップバスが営業に就く。
北部医療センター - 河戸帆待川駅 - 可部三丁目 - 可部南五丁目 - 安佐北区スポーツセンター前 - 寺迫公園 - 郵便局前 - 地区センター - 奥田橋 - 高陽車庫 - 中深川(口) - 高陽中学校前 - 憩の森口 - 隠地 - 安芸中深川 - 安芸庄原 - 上庄原 - 上深川駅前 - 研創入口 - 狩小川小学校前 - 狩留家口 - 狩小川 - 狩留家 - 防地 - 三田橋 - 白木山口 - 小椿 - 下大椿橋 - 上大椿 - 下栗原 - 中三田駅前 - 三田小学校前 - 下海戸 - 海戸 - 中司 - 柳原 - 鳥井原 - 三日市 - 妙国寺前 - 秋山橋 - 白木町本郷 - 志和口駅入口 - 吉井 - 河原 - 大寺 - 山根 - 井原上市 - 井原市町 - 戸石 - 三篠園 - 新宮 - 上井原
2022年5月6日より運行開始。平日2往復のみの運行。運行は落合営業所で、塗色が観光バスと同じ2台のノンステップバスが営業に就く。

## 車両
- 所有する車両は、近年までは貸切高速用は三菱ふそうまたは日産ディーゼル（現・UDトラックス）車・井原線用路線バス車（3台）はすべて日産ディーゼル車（元広島交通所属）であり、日産ディーゼル車については西日本車体工業製の車体を架装していた。
- 2010年以降は、UDトラックスのバス事業撤退・西日本車体工業の解散などの影響で貸切高速用にヒュンダイ・ユニバースが導入されたが、近年都市間路線への転用が進みつつある。
- 日野自動車製の車両については、日野・リエッセIIや2011年に井原線用に導入された日野・ブルーリボンワンステップのほか、特定輸送用の観光マスクのブルーリボン、車椅子リフト装備のブルーリボンシティ、セレガHD-Sが在籍する。これらはいずれも中古導入された車両である。
- いすゞ自動車製の車両については、広島交通にいすゞ製の路線バス車両が導入された関係で特定用のいすゞ・キュービックが転入した。2013年以降はいすゞ・ガーラのほか、前述の井原線用ブルーリボンワンステップ置き換えとしてエルガ が導入されている。
- 過去に貸切用にネオプラン・スカイライナーを保有していた時期がある。通常スカイライナーに搭載されるエンジンはマンもしくはメルセデス・ベンツ製であるが、広交観光ではメンテナンス面を考慮し日産ディーゼル製のエンジンを搭載した車両が導入された。

## スキー場
- 八幡高原191
  - 広島県山県郡北広島町西八幡原